# جیمی ترائوره
جیمی ترائوره (انگلیسی: Djimi Traoré؛ زادهٔ ۱ مارس ۱۹۸۰) بازیکن فوتبال اهل فرانسه است.
از باشگاه‌هایی که در آن بازی کرده‌است می‌توان به باشگاه فوتبال چارلتون اتلتیک، باشگاه فوتبال پورتسموث، باشگاه فوتبال المپیک مارسی، باشگاه فوتبال لانس، باشگاه فوتبال رن، باشگاه فوتبال لیورپول، باشگاه فوتبال بیرمنگام سیتی، باشگاه فوتبال سیاتل ساندرز، و باشگاه فوتبال موناکو اشاره کرد.
وی همچنین در تیم ملی فوتبال مالی بازی کرده‌است.